# Нова Богациця
Нова Богациця (пол. Nowa Bogacica, нім. Karlsgrund) — село в Польщі, у гміні Ключборк Ключборського повіту Опольського воєводства.
Населення — 152 особи (2011).

## Демографія
Демографічна структура станом на 31 березня 2011 року:
|          | Загалом | Допрацездатний вік | Працездатний вік | Постпрацездатний вік |
| -------- | ------- | ------------------ | ---------------- | -------------------- |
| Чоловіки | 77      | 19                 | 49               | 9                    |
| Жінки    | 75      | 13                 | 42               | 20                   |
| Разом    | 152     | 32                 | 91               | 29                   |